# Leumicamia oreias
Leumicamia oreias är en fjärilsart som beskrevs av Fletcher 1959. Leumicamia oreias ingår i släktet Leumicamia och familjen nattflyn. Inga underarter finns listade i Catalogue of Life.